# Scooter boy
La subcultura degli scooter boy ha avuto origine nel Regno Unito nei primi anni ottanta, emergendo dalle subculture dei mod e skinhead, ed è considerato un movimento separato e distinto dagli ultimi due seppur con molte influenze in comune.
Il nome proviene dalla loro forte passione per gli scooter Vespa e Lambretta spesso truccati, caratteristica ereditata da mod e skinhead.
Spesso organizzano dei raduni nelle principali città britanniche. Raduni che prevedono accampamenti, concerti live, musica, DJ, e varie attività relative agli scooter.
La musica in voga tra gli scooter boy spazia dallo ska, 2 tone ska, reggae, psychobilly, punk, Oi! o Northern soul.

## Abbigliamento
Il look era vario, molti si erano ispirati al look skinhead, ma con acconciature normali, o ispirate al taglio psychobilly o addirittura con i capelli lunghi.
Indossavano giubbotti bomber, parka, giacche di pelle o di jeans spesso adornate con toppe dei vari raduni o gare, pantaloni di jeans o mimetici, ma anche anfibi Doc. Martens,scarpe Adidas, polo Fred Perry, e le camicie Ben Sherman.
Seppur il loro abbigliamento si ispiri a quello mod e skinhead, si differenziano e non si considerano parte del movimento.